# Trier-Mitte/Gartenfeld
Trier-Mitte/Gartenfeld ist einer der 19 Ortsbezirke der Stadt Trier in Rheinland-Pfalz. Er besteht aus den Stadtbezirken Altstadt und Gartenfeld. Die Bevölkerungszahl beträgt im Bereich Altstadt rund 9000 und im Bereich Gartenfeld rund 3000.

## Geographie
Altstadt bezeichnet den historischen Kern der Stadt Trier, der vom heutigen Alleenring, entlang der ursprünglichen mittelalterlichen Stadtmauer, umgeben wird. Auf dem östlich der Stadtmauern gelegenen Gebiet befanden sich lange Zeit Obst- und Weinbaugärten. Dieses Gartenfeld wurde erst ab der zweiten Hälfte des 19. Jahrhunderts als Wohngebiet erschlossen. Das Gartenfeld wird umgangssprachlich mitunter auch als Trier-Ost bezeichnet. Die heutige Grenze zwischen den Stadtbezirken Altstadt und Gartenfeld verläuft entlang der Eisenbahntrasse zwischen den Kaiserthermen und Trier Hbf. Der heutige Ortsbezirk Trier-Mitte/Gartenfeld grenzt im Westen an den Bezirk Trier-West/Pallien, im Norden an Trier-Nord, im Nordosten an Trier-Kürenz, im Südosten an Trier-Olewig und im Süden an Trier-Heiligkreuz und Trier-Süd.

## Geschichte
In Trier-Mitte/Gartenfeld entdeckte man zahlreiche Bauwerke aus der Römerzeit.
Bei Stichwahlen am 21. Juni 2009 erhielten Trier-Mitte/Gartenfeld zusammen mit Mainz-Neustadt die ersten grünen Ortsvorsteher in der rheinland-pfälzischen Geschichte.

## Politik
- Linke: 1
- SPD: 3
- Grüne: 5
- FDP: 1
- CDU: 5

### Ortsbeirat
Für den Ortsteil Mitte/Gartenfeld wurde ein Ortsbezirk gebildet. Dem Ortsbeirat gehören 15 Beiratsmitglieder an, den Vorsitz im Ortsbeirat führt der direkt gewählte Ortsvorsteher.
Bei der Kommunalwahl am 9. Juni 2024 konnte die CDU einen Sitz auf Kosten der Grünen hinzugewinnen, beide haben nun 5 Sitze inne. Die SPD hat weiterhin 3, Linke und FDP jeweils einen Sitz im Ortsbeirat.

### Ortsvorsteher
Ortsvorsteher ist seit der Kommunalwahl 2019 Michael Düro (Grüne), er löste Dominik Heinrich (Grüne) ab. Düro setzte sich bei einer Stichwahl am 16. Juni 2019 mit einem Stimmenanteil von 66,52 % durch, nachdem er bei der Direktwahl am 26. Mai bei vier Bewerbern die notwendige Mehrheit knapp verfehlt hatte. Auch bei der Kommunalwahl 2024 fiel die Entscheidung erst in der Stichwahl. Düro setzte sich am 23. Juni mit einem Stimmenanteil von 56,6 % durch, nachdem beim ersten Wahlgang am 9. Juni 2024 keiner der ursprünglich vier Bewerber eine ausreichende Mehrheit erzielt hatte.

## Kultur und Sehenswürdigkeiten
In der Altstadt befindet sich ein Teil des alten römischen Trier (Weltkulturerbe) mit seinen zahlreichen Denkmälern, etwa Porta Nigra, Dom St. Peter, Liebfrauenkirche, Kaiserthermen, Konstantinbasilika und Römerbrücke; in Gartenfeld das Amphitheater. Kulturelle Veranstaltungsorte sind u. a. das Stadttheater, die Europahalle, die Tufa, sowie die, gerne als Open-Air-Konzertflächen genutzten, Plätze vor der Porta Nigra, am Domfreihof, auf dem Haupt-, Korn- und Viehmarkt. Zum Kurfürstlichen Palais gehört auch der Palastgarten.

### Regelmäßige Veranstaltungen
- Altstadtfest
- Silvester- und Stadtlauf
- Festival Trier spielt
- Antikenfestspiele (bis 2010)
- Brot & Spiele (bis 2012)

## Wirtschaft und Infrastruktur
Simeon-, Brot- und Fleischstraße (Fußgängerzone) sind die Haupteinkaufspassagen der Stadt. In der Innenstadt liegen außerdem der Trierer Hauptmarkt, der Kornmarkt, der Viehmarkt und der Pferdemarkt. An der Grenze zu Trier-Nord findet man den Trierer Hauptbahnhof. In Mitte-Gartenfeld befinden sich die Parkhäuser Hauptmarkt-Parkhaus, City-Parkhaus, Konstantin-Tiefgarage, Basilika-Tiefgarage, Viehmarkt-Tiefgarage, Europahalle-Tiefgarage sowie das Parkhaus am Kaufhof und das Parkhaus am Alleencenter mit Parkplätzen für insgesamt weit mehr als 3000 Pkw. Im Bezirk gibt es außerdem die meisten Schulen, darunter auch Berufs- und Berufsfachschulen, der Stadt Trier.